# Mémoire distribuée
 (signalé en mai 2025).
Si vous disposez d'ouvrages ou d'articles de référence ou si vous connaissez des sites web de qualité traitant du thème abordé ici, merci de compléter l'article en donnant les références utiles à sa vérifiabilité et en les liant à la section « Notes et références ».
- Archive Wikiwix
- Bing
- Cairn
- DuckDuckGo
- E. Universalis
- Gallica
- Google
- G. Books
- G. News
- G. Scholar
- Persée
- Qwant
- (zh) Baidu
- (ru) Yandex
- (wd) trouver des œuvres sur Wikidata

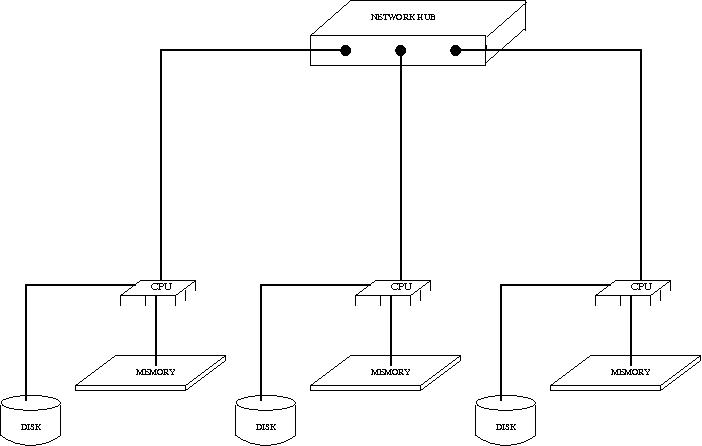
Exemple de mémoire distribuée sur trois systèmes

La mémoire d'un système informatique multiprocesseur est dite distribuée lorsque la mémoire est répartie en plusieurs nœuds, chaque portion n'étant accessible qu'à certains processeurs. Un réseau de communication relie les différents nœuds, et l'échange de données doit se faire explicitement par « passage de messages ». La mémoire est organisée de cette manière par exemple lorsque l'on utilise des machines indépendantes pour former une grille.
Dans de nombreux cas, la mémoire est physiquement distribuée mais cela est caché au programmeur : on dit que l'espace mémoire est partagé. Toute la mémoire est accessible depuis n'importe lequel des processeurs, même si les temps d'accès varient selon le nœud où se trouve la donnée. On parle alors d'architecture NUMA.